# لوئیجی والنتینو بروناتلی
لوئیجی والنتینو بروناتلی (ایتالیایی: Louis Valentino Brugnatelli زاده ۱۴ فوریهٔ ۱۷۶۱- درگذشته ۲۴ اکتبر ۱۸۱۸) یک پزشک، شیمی‌دان و مخترع اهل ایتالیا که در سال ۱۸۰۵ الکتروشیمی نوین را اختراع نمود.

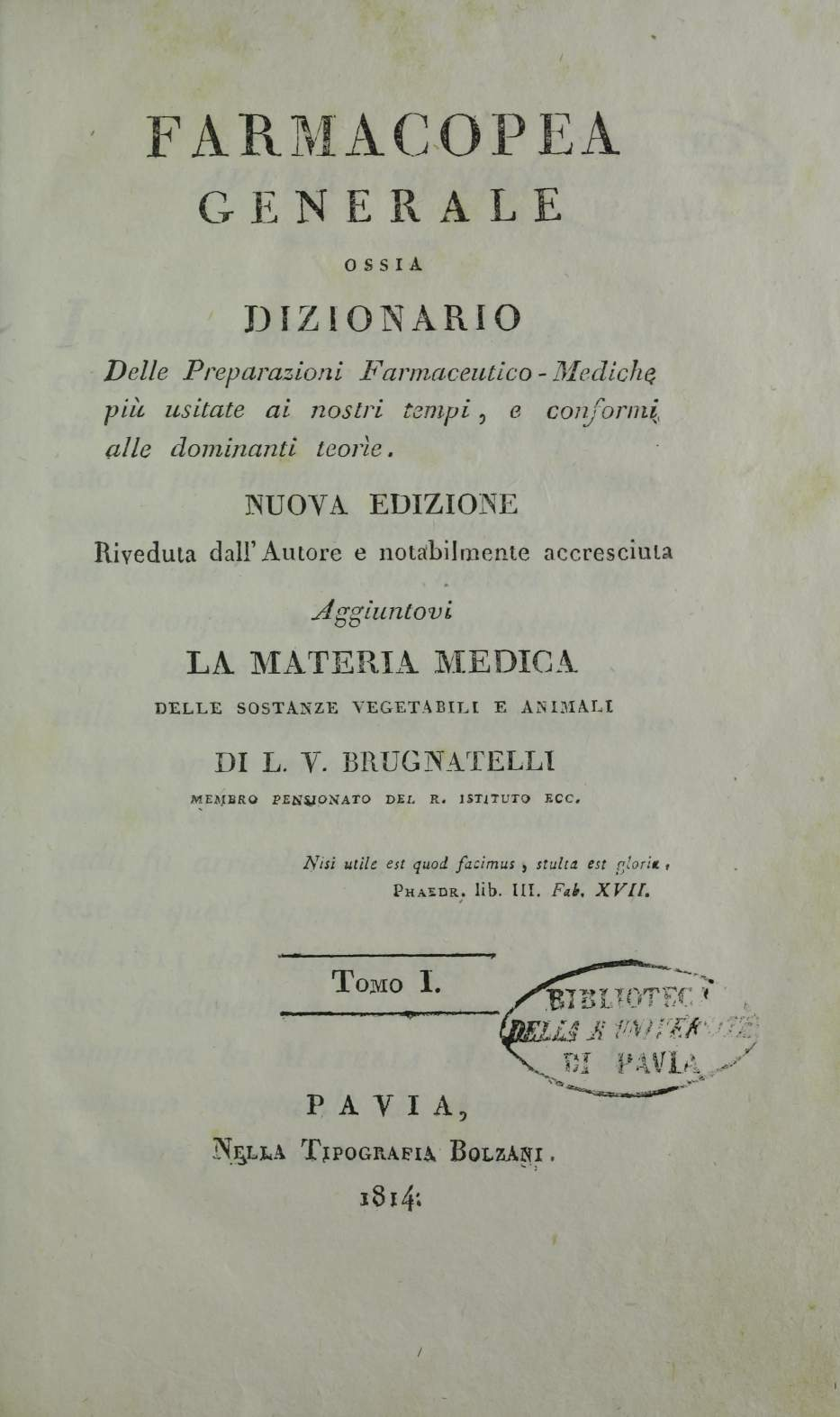
Farmacopea generale, 1814